# Stadtbahnbögen (Wien)

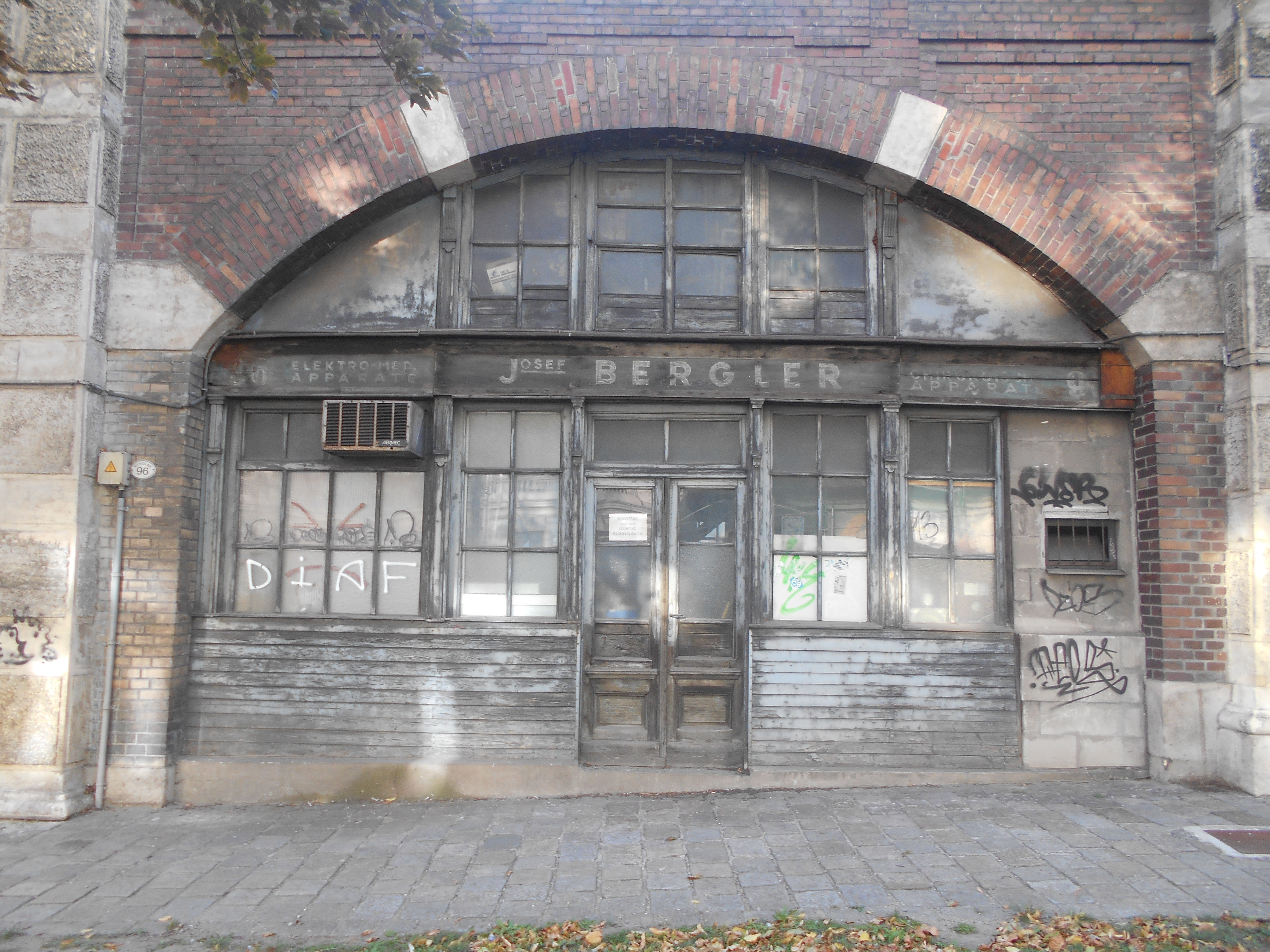
Typische Nutzung eines Bogens, in diesem Fall das einem Handwerker dienende Gewölbe Nummer 96

Zeitgenössische Übersicht der Bögen samt Bezirkszuordnung in Adolph Lehmann's allgemeinem Wohnungs-Anzeiger von 1913

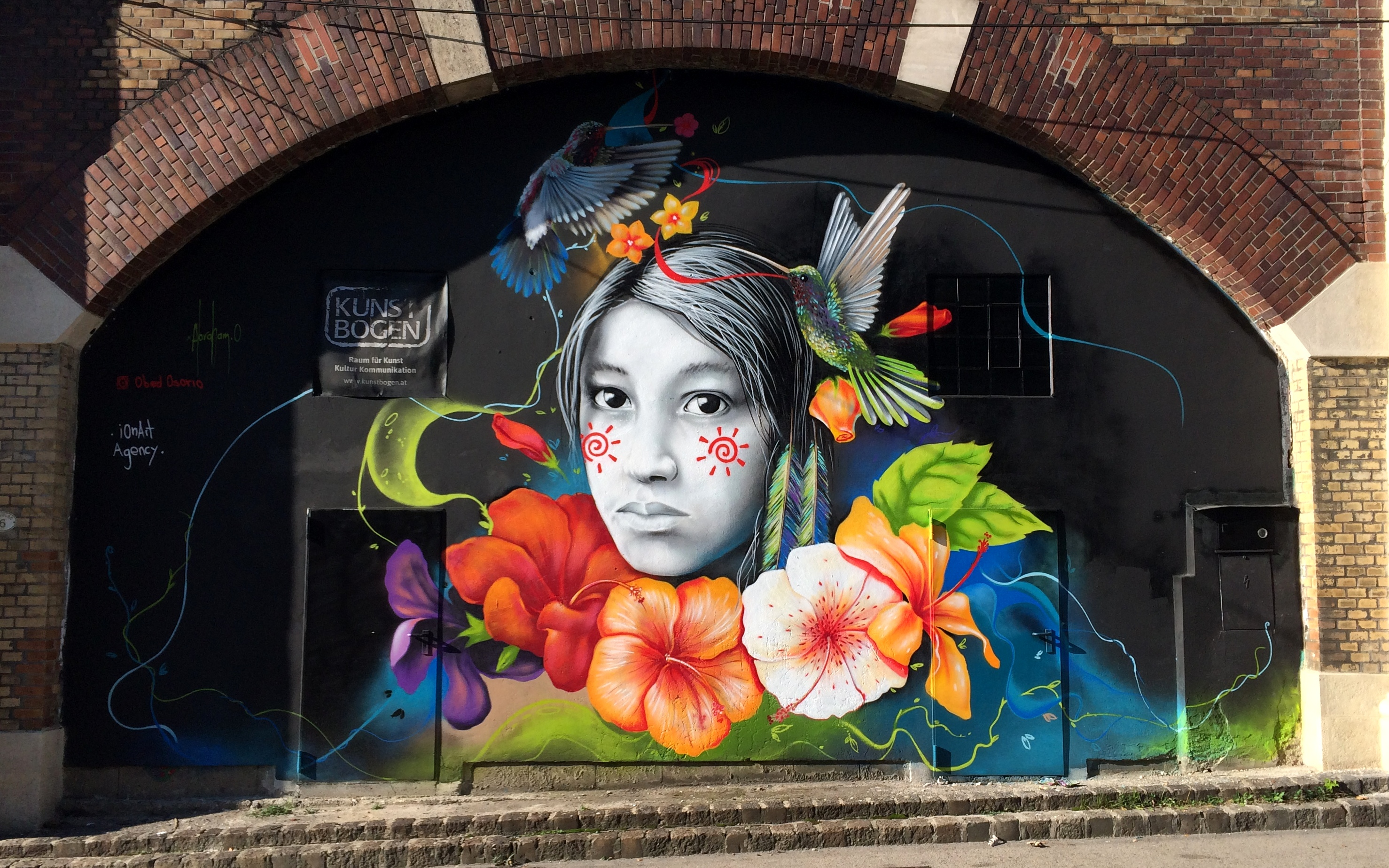
Bogen Nummer 6 der Galerie kunstBOGEN am Gumpendorfer Gürtel

Typische Ansicht und Schnitte eines Hauptbahnviadukts, erkennbar am Gleisabstand von 4,00 Metern

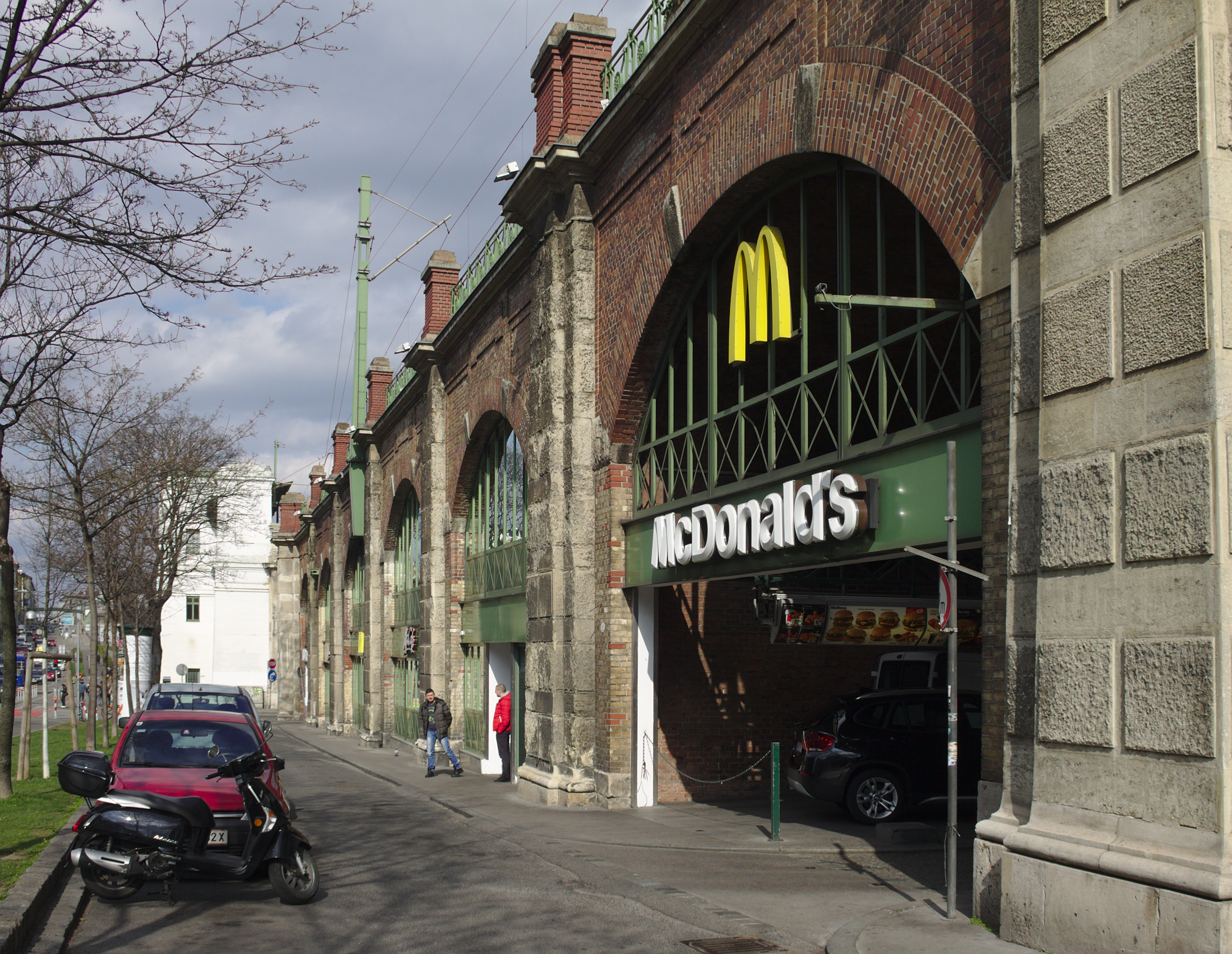
McDonald’s bewirtschaftet die Bögen 82A und 83 bis 87, wobei der im Vordergrund sichtbare Bogen 82A als Drive-in genutzt wird

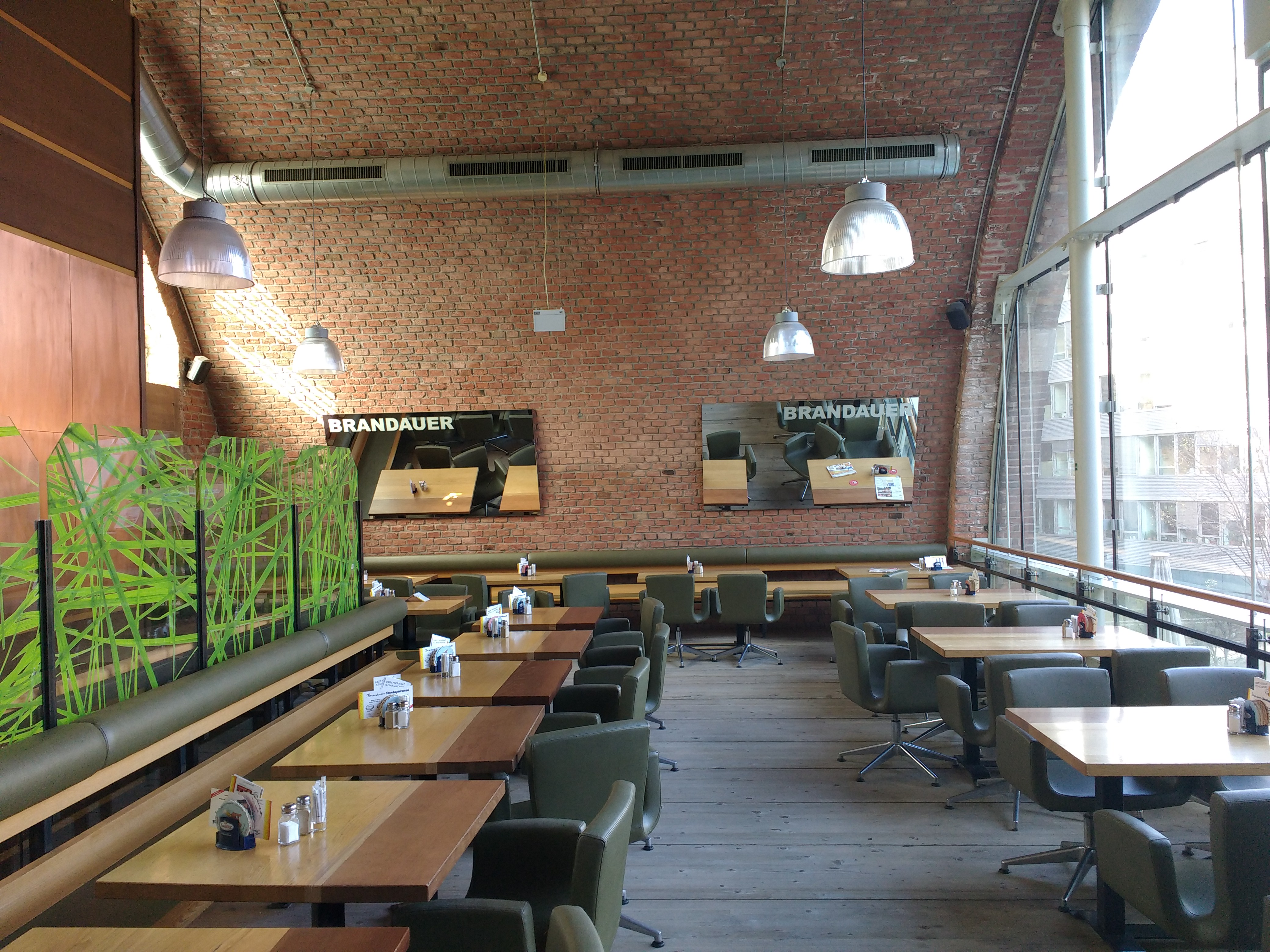
Innenansicht der Gaststätte Brandauers Bierbögen in den Gewölben 204–216

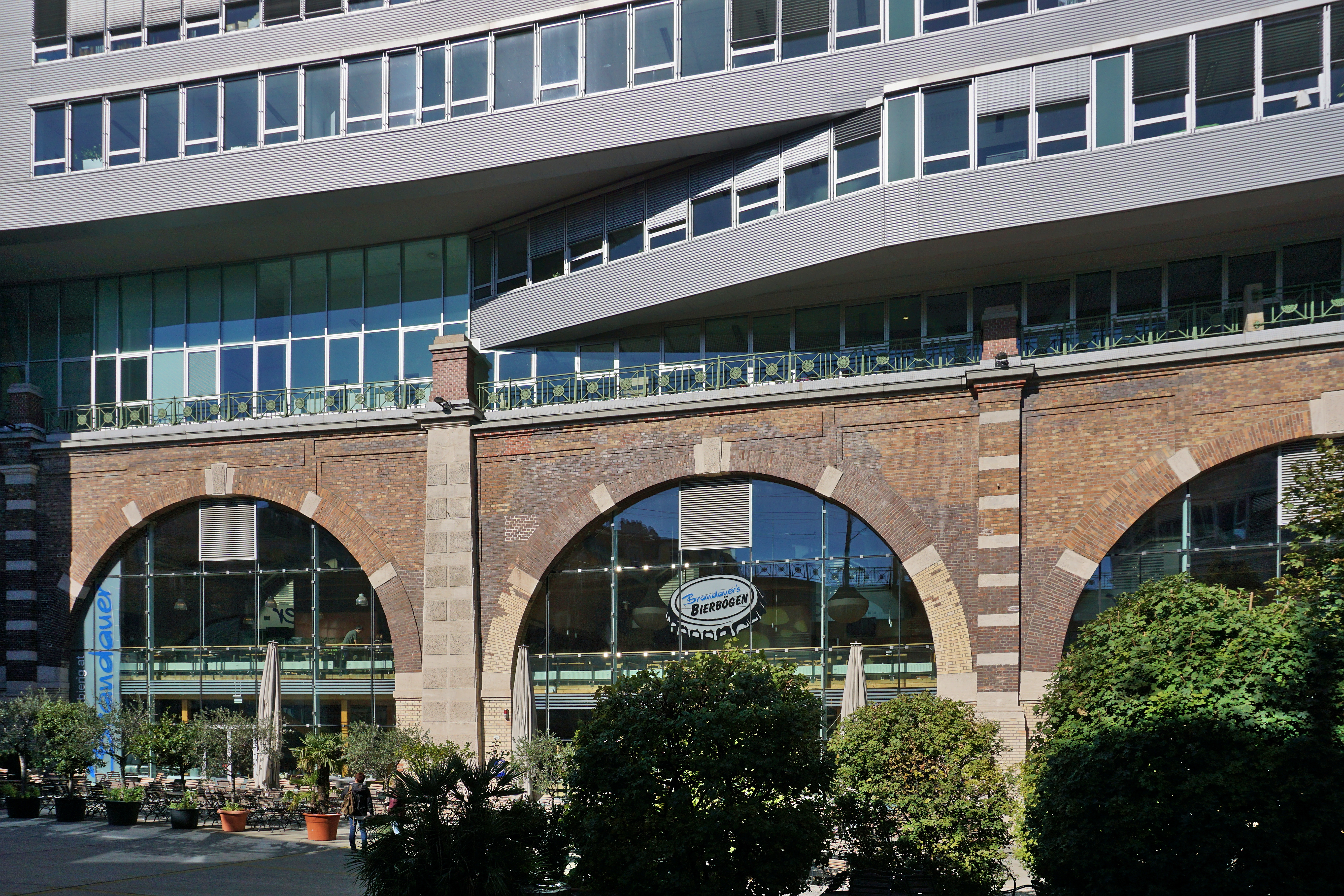
Außenansicht der Gaststätte Brandauers Bierbögen, die dortigen Gewölbe sind verglast und überbaut

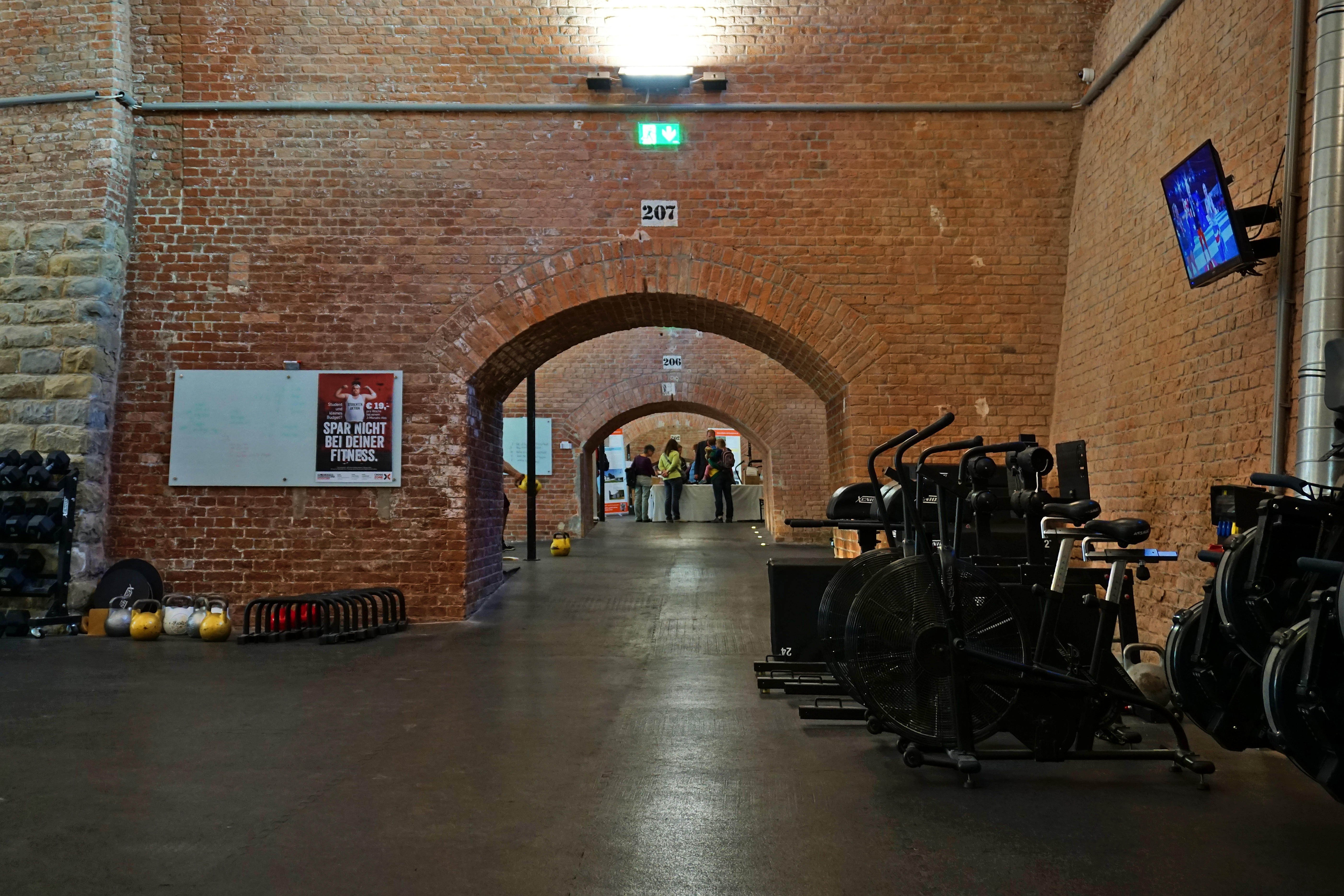
Querschläge zwischen benachbarten Bögen erhöhen die Nutzbarkeit

Bau der Viaduktbögen auf dem Gürtel, deutlich erkennbar die späteren Querschläge

Die Gürtellinie kurz nach ihrer Eröffnung im Jahr 1898, einige Geschäfte in den Bögen sind noch in Arbeit

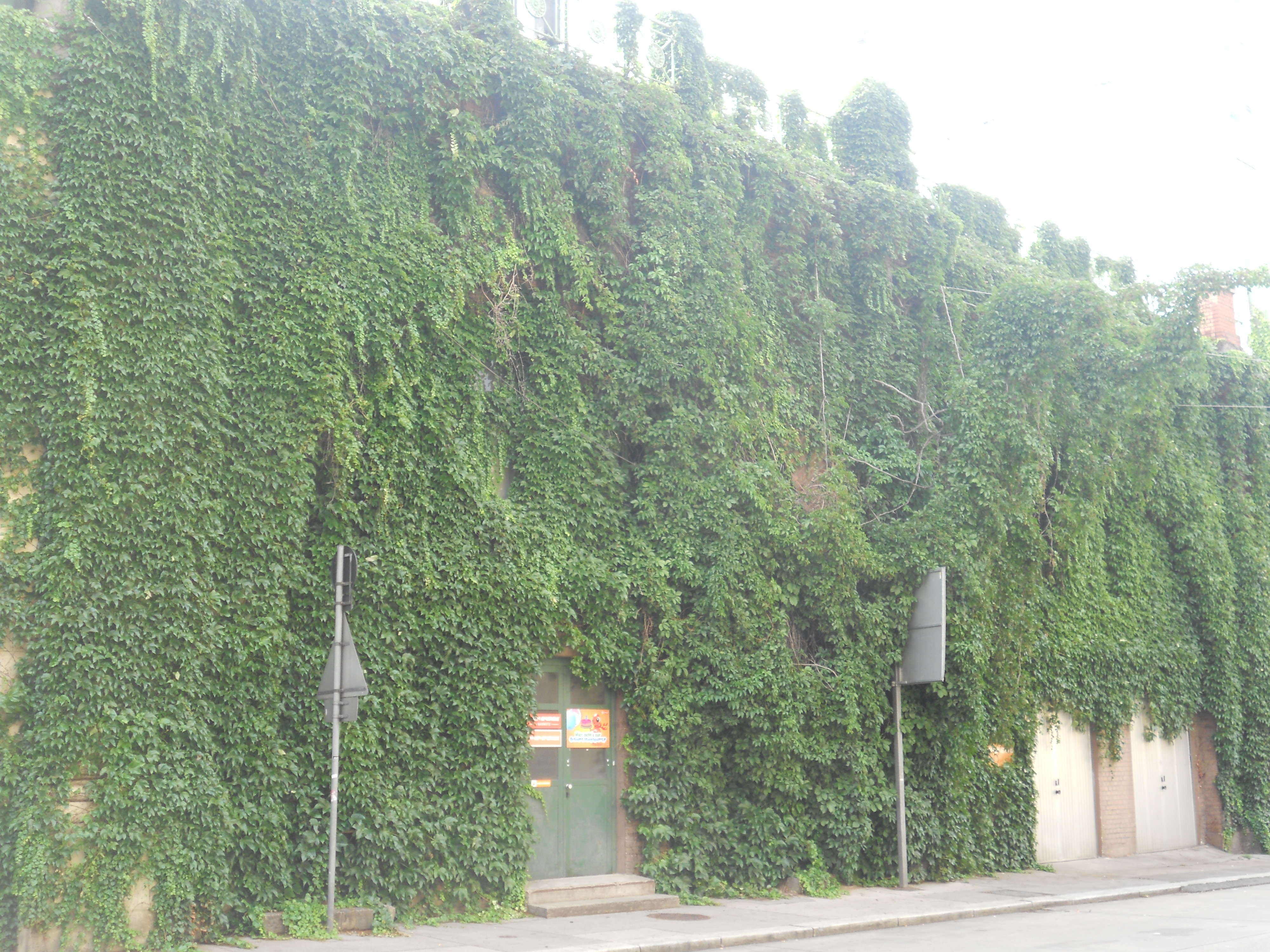
Bewachsene Bögen am Döblinger Gürtel

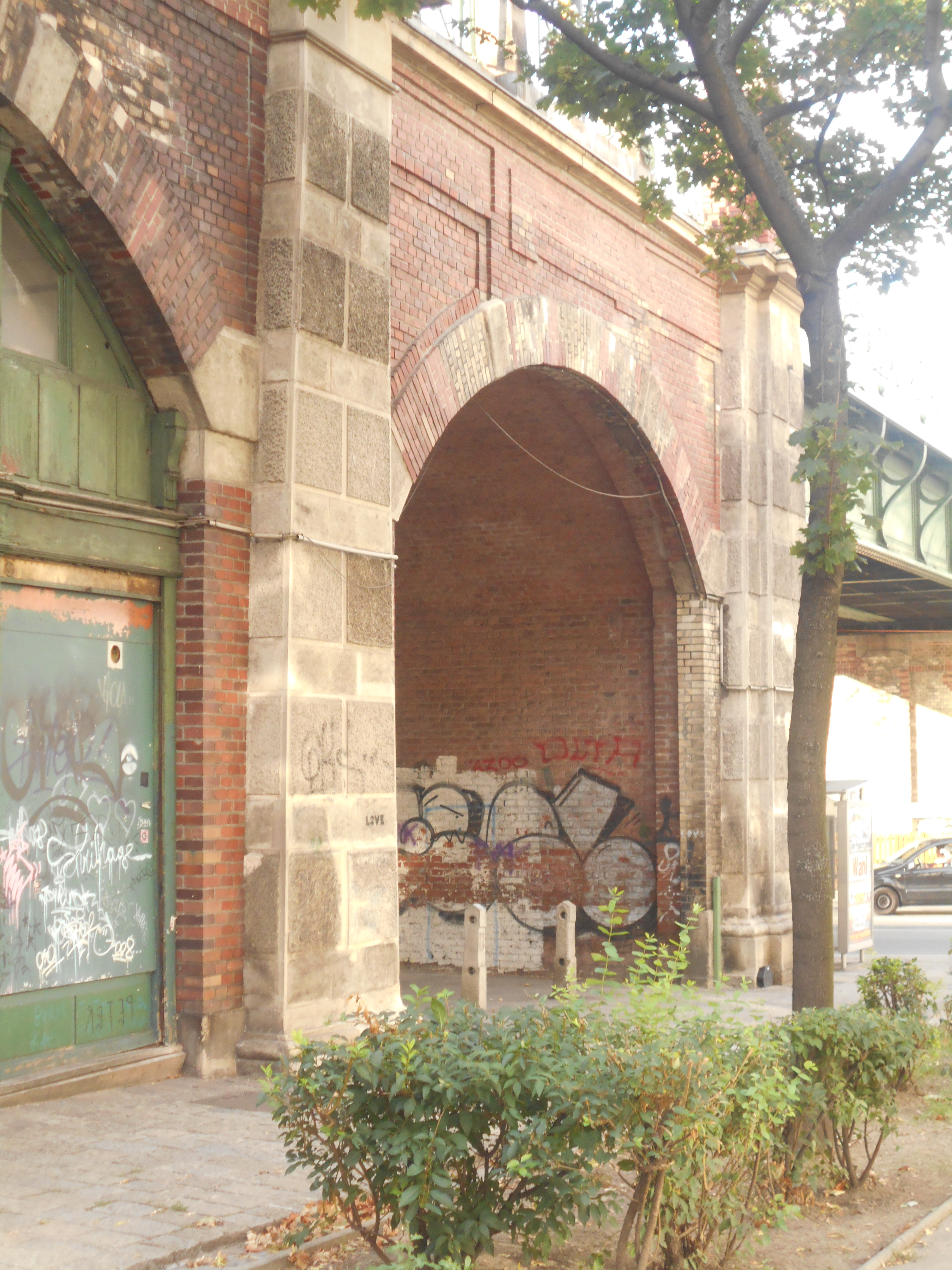
Das offene Gewölbe 77 ist ein Fußgängerdurchgang

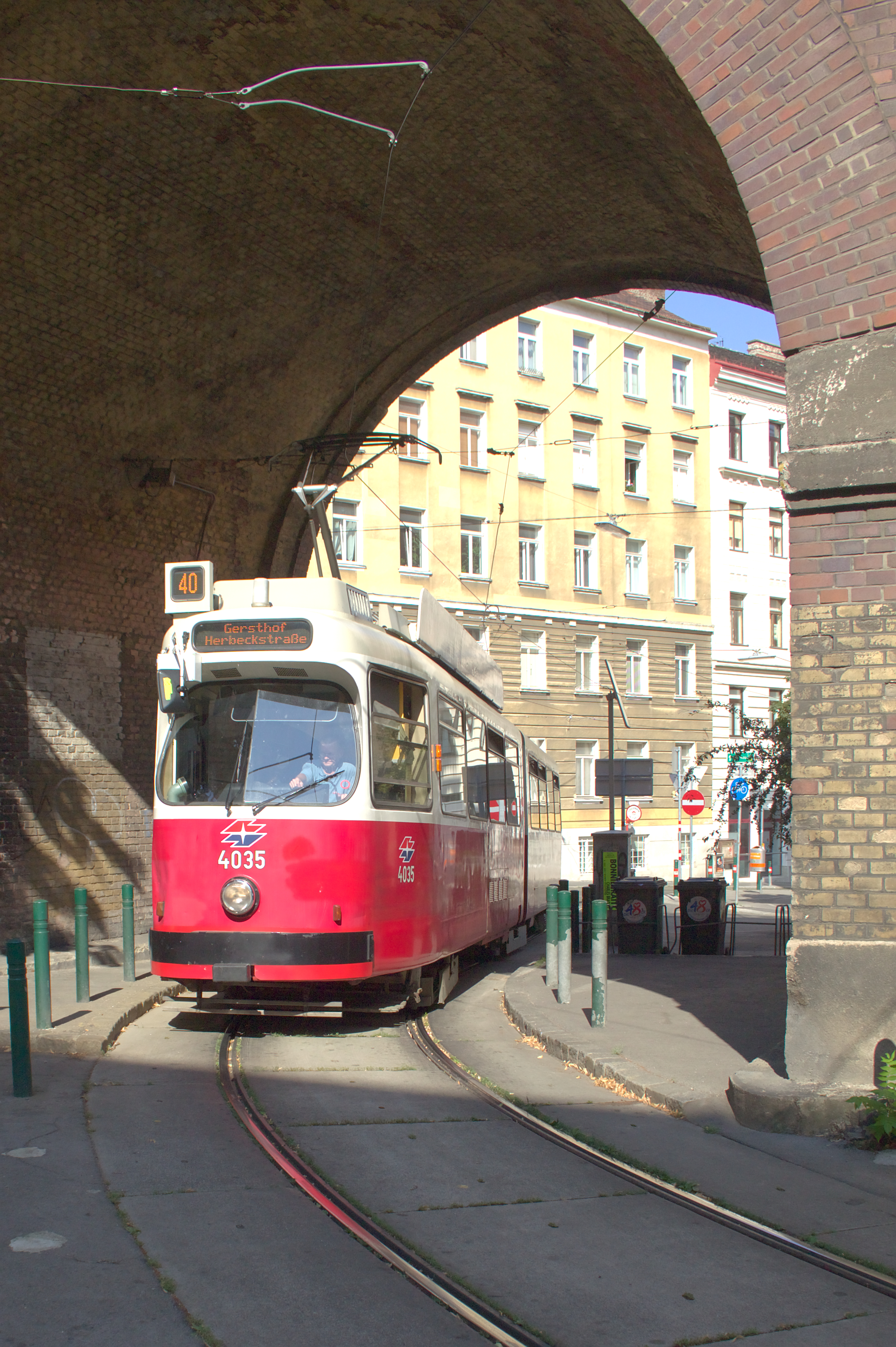
Gewölbe 193 dient der Straßenbahn als Durchfahrt

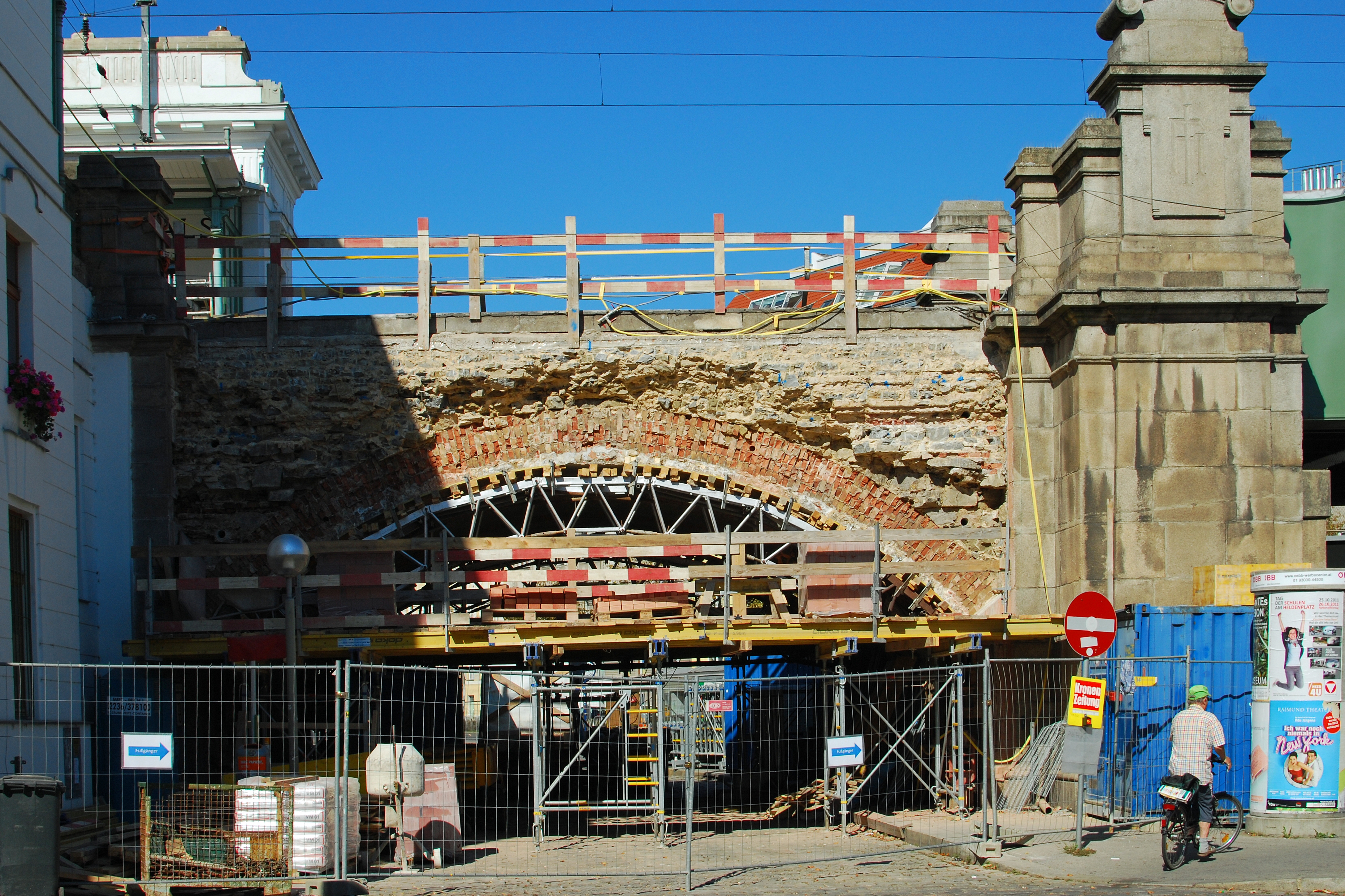
Renovierung des Einzelbogens 297 in Hernals, 2011

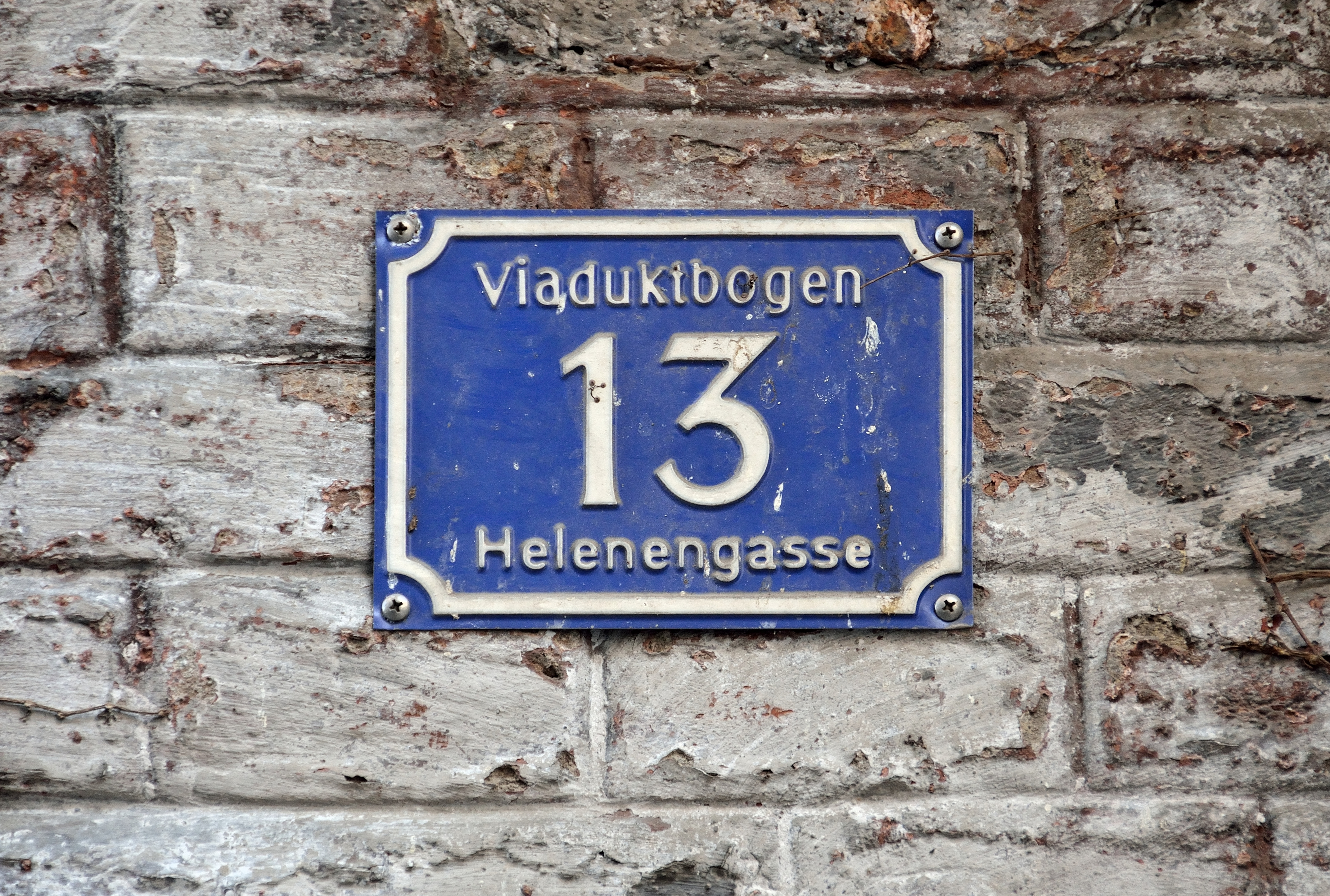
ÖBB-Nummerierung eines Bogens an der Verbindungsbahn

Wiener Linien-Nummerierung eines Bogens an der Gürtellinie

Die Stadtbahnbögen in Wien sind historische Verkehrsbauwerke, die von der ehemaligen Wiener Dampfstadtbahn beziehungsweise der aus dieser hervorgegangenen Wiener Elektrischen Stadtbahn stammen und heute Teil der S-Bahn Wien beziehungsweise der U-Bahn Wien sind. 2023 existieren noch 472 dieser Viaduktbögen, davon 54 aus dem Jahr 1859, 364 aus dem Jahr 1898 und 54 aus dem Jahr 1901. Die meisten Gewölbe beziehungsweise Arkaden wurden, zusammen mit den Stationsgebäuden, vom Jugendstil-Architekten Otto Wagner als Nebenprodukt der Stadtbahn entworfen und sind denkmalgeschützt. Vereinzelt werden sie deshalb auch Otto-Wagner-Bögen genannt. Da die meisten Wiener Stadtbahnbögen im Zuge der ehemaligen Stadtbahn-Gürtellinie anzutreffen sind, das heißt entlang des westlichen Gürtels, lauten weitere Alternativbezeichnungen Gürtelbögen respektive Gürtelviadukt. Die älteren Bögen an der Verbindungsbahn gehen hingegen auf deren Architekten Carl Ritter von Ghega zurück und sind nicht denkmalgeschützt. Letztere sollen im Zuge der ab Herbst 2023 geplanten Strecken-Modernisierung abgerissen und durch eine Brücke ersetzt werden.
Die Gürtellinie wird gegenwärtig von der U-Bahn-Linie U6 befahren, während die Obere Wientallinie von der U-Bahn-Linie U4, die Vorortelinie von der S-Bahn-Linie 45 und die Verbindungsbahn, die heutige Stammstrecke, von diversen S-Bahn-Linien bedient wird. Somit dient ein Großteil der Bögen noch ihrem ursprünglichen Zweck als Verkehrsbauwerk. Im Gegensatz dazu sind der Abschnitt Nußdorfer Straße–Heiligenstadt der Gürtellinie seit 1996 sowie ein Großteil des Verbindungsbogens zwischen Gürtellinie und Donaukanallinie seit 1991 stillgelegt. Auf diesen beiden Abschnitten sind daher zusammen 121 Bögen mittlerweile ohne Schienenverkehr.

## Beschreibung
Der Unterbau der Viaduktbögen ist, ähnlich den 1882 fertiggestellten Berliner Stadtbahnbögen, in Backstein ausgeführt, während für die Grundmauern Sandbruchstein aus dem Wienerwald Verwendung fand. Die mit Verblendern verkleideten sichtbaren Flächen wurden durch einzelne Verzierungen in Haustein belebt. Darunter befindet sich teilweise mittelharter Kalksandstein aus dem Leithagebirge und teilweise Zogelsdorfer Stein. Die durchschnittlich mit Viertelpfeilern gewölbten Viaduktbögen sind mit einer acht Zentimeter dicken Betonschicht und einer darauf liegenden Schicht aus zwei Zentimetern Naturasphalt wasserdicht abgedeckt. Das Gefälle richtet sich nach den Gewölbepfeilern, in denen ausziehbare Rohre für die Ableitung des Wassers sorgen. Das Mauerwerk trägt oben ein Steingesims, in welchem die eisernen, oberhalb der Widerlager durch kleine Pfeiler unterbrochenen, sogenannten Stadtbahngeländer vergossen sind. Die Pfeiler beherbergten zugleich die Kamine für die Geschäfte in den Viaduktbögen.
Jedoch variiert die Ausführung der Strecken in Hochlage je nach Entfernung zum Stadtzentrum. So bestehen die Bögen der Gürtellinie aus Ziegelmauerwerk, während diejenigen der peripher gelegenen Vorortelinie über ein weniger filigranes Quadermauerwerk verfügen. Die städtebauliche Trennwirkung der Anlage war seinerzeit sehr umstritten, so kritisierte beispielsweise der damalige Wiener Bürgermeister Karl Lueger die Gürtellinie als „Chinesische Mauer“.
Die Bögen sind teilweise mit Natursteinmauerwerk verkleidet, wobei sich glatte und rustizierte (raue) Oberflächen streifenartig abwechseln, teils folgen Stein- auf Ziegellagen. Die Außenhaut der Bauwerke besteht in der Regel aus einer Schicht exakt gemauerter, doppelt geschlämmter – ursprünglich hellgelber – böhmischer Klinkerziegel, wobei eine Fugenbreite von acht Millimetern einzuhalten war. Otto Wagner hatte dabei verschiedene Fassaden zur Schließung der Gewölbe entworfen. Immer unterteilte er die Fassadenfläche mit einer Horizontalen in Bogenfeld und darunter liegendes Rechteck. Die übrigen Teilungen ergeben sich aus der Bogengröße, die mit dem welligen Terrainverlauf des Gürtels wechselt. Benachbarte Bögen sind untereinander teilweise durch 3,00 Meter breite Querschläge miteinander verbunden, diese erhöhen die Nutzbarkeit.
Die Sichtziegel der Viadukte stehen dabei in hartem Kontrast zu dem weißen Putz der Stationen, Wagner hat außer bei der Stadtbahn keine Ziegelfassaden geplant oder ausgeführt. Allerdings zeigen zwei Studien Wagners zu Beginn seiner Entwurfsarbeit für die Stadtbahn Bögen mit Putzfassaden wie bei den Stationen. Die Viadukte setzen sich dabei in der Steigung und im Gefälle in der Außendekoration stufenartig ab, um so stets horizontale Abschlusslinien wie an den benachbarten Häuserfronten zu erhalten.
Insgesamt waren ursprünglich 42 Viaduktabschnitte vorhanden. Ihre Gesamtlänge betrug 4548,72 Meter, das längste maß 566,40 Meter, die größte Höhe eines solchen betrug 14,79 Meter.

## Nummerierung
Die Bögen sind mit arabischen Zahlen durchnummeriert, hierbei existieren neben Lücken auch Doppelnummerierungen. Zudem steht bei einem Teil der Bögen keine Nummer angeschrieben beziehungsweise wurde nie eine vergeben, insbesondere wenn es sich um wirtschaftlich nicht nutzbare Gewölbe handelt. Vereinzelt werden Zusatzbuchstaben verwendet. 
Die Wiener Linien (WL) kennzeichnen ihre Gewölbe dabei mit ovalen Nummernschildern mit schwarzer Schrift auf weißem Grund, während die Österreichischen Bundesbahnen (ÖBB) rechteckige blaue Tafeln mit weißer Schrift verwenden. Die Bezeichnung „Stadtbahnbogen + Nummer + Postleitzahl + Ort“ ersetzt dabei teilweise die reguläre Postanschrift respektive Gebäudeadresse, das heißt, Straße und Hausnummer entfallen. Allerdings wird zur besseren Orientierung meist noch die jeweils benachbarte Straße zusätzlich angegeben. In Adolph Lehmann's allgemeinem Wohnungs-Anzeiger von 1913 sind folgende 385 Bögen aufgeführt:
| An der Wientallinie von der Station Hütteldorf-Hacking bis zur Zufferbrücke: | Gewölbe 1 bis 7              |
| An der Wientallinie von der Zufferbrücke bis zur Gürtellinie:                | Gewölbe 1 bis 5 und 8 bis 13 |
| An der Gürtellinie:                                                          | Gewölbe 1 bis 282            |
| An der Vorortelinie:                                                         | Gewölbe 283 bis 322          |
| An der Donaukanallinie:                                                      | Gewölbe 329, 330 und 341     |
| An der Verbindungsbahn:                                                      | Gewölbe 1 bis 42             |

## Nutzung
Die Stadtbahnbögen dienen teilweise als Nutzfläche, die Erbauer der Stadtbahn haben die Räume in den Viaduktbögen dabei von Anfang an als vermietbare Immobilie betrachtet. Dies mildert den barrierehaften Charakter einer gemauerten Hochbahntrasse mitten im Stadtgebiet beträchtlich, wenngleich Otto Wagner selbst es hinsichtlich der Stadtgestaltung vorgezogen hätte, die Bögen offen zu lassen.
In den Stadtbahnbögen etablierten sich Gewerbe mit geringer Umweltverträglichkeit, wie beispielsweise eine Kunsttischlerei, aber selbst exklusive Geschäfte wie Julius Meinl. Oft bewirtschaften die betreffenden Unternehmer gleich zwei oder mehrere nebeneinanderliegende Bögen. In den Randlagen wurden sie dabei ursprünglich meist als Lager und Magazine genützt, in den dichter besiedelten Wohngebieten siedelten sich hingegen Handwerks- und andere Gewerbebetriebe an. Im Bereich der nördlichen Gürtellinie nützten viele Mieter die Möglichkeit des Gleisanschlusses zur benachbarten Franz-Josefs-Bahn.
Im Jahr 1934, als die für die Stadtbahn zuständige Commission für Verkehrsanlagen in Wien aufgelöst und ihre Infrastruktur samt Viaduktbögen an die Gemeinde Wien übertragen wurde, gelangten die Österreichischen Bundesbahnen teilweise in den Besitz der darunter liegenden Grundstücke. So traten diese noch im Jahr 2000 als Vermieterin der von zahlreichen Gewerbetreibenden genutzten Gewölbe unter den Schienen auf.
Weil die Gewerbebetriebe im Laufe der Zeit zunehmend verschwanden, standen viele Bögen jahrzehntelang leer. Ende der 1990er Jahre setzte die Stadt Wien daher eine Initiative zur Wiederbelebung der Stadtbahnbögen, worauf sich im Bereich des 8. und 9. Bezirks einige Szenelokale und erneut Handwerksbetriebe ansiedelten. Genutzt wurde dabei unter dem Namen URBAN Wien – Gürtel Plus die EU-Gemeinschaftsinitiative URBAN. Mit einem Aufwand von 35 Millionen Euro wurden damals 50 Bögen revitalisiert. Darüber hinaus wurden in den Jahren 2008 und 2009 entlang des Donaukanals beim Zaha-Hadid-Haus 13 Bögen als Teil einer neugeschaffenen Kunst- und Gastronomiemeile revitalisiert.
Viele der wiederbelebten Bögen wurden auf beiden Seiten der Trasse mit einheitlichen großen Panoramaverglasungen versehen, die sich harmonisch in die strenge Geometrie des Viadukts einfügen. Zugesperrte, mit Brettern vernagelte Verliese, verwandelten sich dadurch in lichte, einladende Lokale. Dabei sollten die originalen Jugendstilportale erhalten bleiben, für die anderen entwarf die Architektin Silja Tillner eine Nurglasfront, deren Teilung sich an den Proportionen der Wagner-Arkaden orientiert. Von ihr und Alfred Willinger stammt auch die Überbauung an der Einmündung des Gürtels in die Heiligenstädter Straße. Die Stahl-Glas-Konstruktion der „Skyline Spittelau“ folgt elliptisch der Krümmung der Stadtbahnbogen. Mit seiner schrägen Fassade über drei Stockwerke und einer Länge von fast 200 Metern umschließt sie einen sichelförmigen Hof. Die Verglasungen bekräftigen dabei den ursprünglichen Entwurf Otto Wagners, der die Bögen bereits als transparent und damit weniger wuchtig geplant hatte. Im Inneren integrierte man die architektonische Substanz der alten Backsteingewölbe im Zuge der Wiederbelebung in vielen Räumen sichtbar in die moderne Ausstattung.
Teilweise nehmen die Pächter mit ihrem Firmennamen explizit Bezug auf ihre besondere Lage. Darunter beispielsweise die Galerie kunstBOGEN, die Textilwerkstatt Schnittbogen, die Bar B72 in den Bögen Nummer 72–73, der Verein Kulturbogen, das Bierlokal Brandauers Bierbögen, der Rote Bogen der SPÖ Ottakring, die Veranstaltungsstätten Venster99 und Lichtbogen 334 in den entsprechenden Gewölben Nummer 99 und 334 oder mit dem CrossZone ein Fitnesscenter, das seine Räumlichkeiten über fünf so genannte Trainingsbögen, einen Therapiebogen und einen Outdoorbogen aufgeteilt hat.

## Übersicht
Eine Übersicht über alle noch vorhandenen Bögen gibt die folgende Tabelle:
| Strecke                     | Aufnahme | Anzahl | Nummerierung                                                                                | parallelführende Straßen                                  | Abschnitt |
| --------------------------- | -------- | ------ | ------------------------------------------------------------------------------------------- | --------------------------------------------------------- | --- |
| Obere Wientallinie 13 Bögen |          | 03     | ?                                                                                           | nördlich: Keißlergasse südlich: Hadikgasse                | Personentunnel Station Hütteldorf-Hacking |
| Obere Wientallinie 13 Bögen |          | 07     | 1U–7U, Bogen 1U nur zur Straße hin als solcher ausgeführt                                   | Hackinger Kai                                             | Brücke über den Wienfluss > Unterführung Zufferbrücke Koordinaten |
| Obere Wientallinie 13 Bögen |          | 03     | 8U–10U                                                                                      | Hietzinger Kai                                            | Unterführung Zufferbrücke > Überführung St. Veiter Brücke Koordinaten |
| Gürtellinie 298 Bögen       |          | 01     | 13 nicht angeschrieben                                                                      | Dunklergasse                                              | Station Längenfeldgasse > Wientalbrücke Koordinaten |
| Gürtellinie 298 Bögen       |          | 08     | 3–10                                                                                        | westlich: Sechshauser Gürtel östlich: Gumpendorfer Gürtel | Wientalbrücke > Station Gumpendorfer Straße Koordinaten |
| Gürtellinie 298 Bögen       |          | 04     | 11–14 nicht angeschrieben                                                                   | Mariahilfer Gürtel                                        | Station Gumpendorfer Straße, von der Stationsfassade überblendet Koordinaten                                                                                             |
| Gürtellinie 298 Bögen       |          | 04     | 15–18 nicht angeschrieben                                                                   | Lerchenfelder Gürtel                                      | Station Thaliastraße > Unterführung Thaliastraße / Lerchenfelder Straße Koordinaten                                                                                      |
| Gürtellinie 298 Bögen       |          | 10     | 19–28                                                                                       | Lerchenfelder Gürtel                                      | Unterführung Thaliastraße / Lerchenfelder Straße > Unterführung Pfeilgasse Koordinaten                                                                                   |
| Gürtellinie 298 Bögen       |          | 08     | 29–36                                                                                       | Lerchenfelder Gürtel                                      | Unterführung Pfeilgasse > Unterführung Sanettystraße Koordinaten |
| Gürtellinie 298 Bögen       |          | 05     | 37–41                                                                                       | Lerchenfelder Gürtel                                      | Unterführung Sanettystraße > Unterführung Josefstädter Straße Koordinaten                                                                                                |
| Gürtellinie 298 Bögen       |          | 10     | Bereich 42–48 genaue Nummern nicht bekannt nicht angeschrieben                              | Lerchenfelder Gürtel                                      | Unterführung Josefstädter Straße > Unterführung Friedmanngasse (Station Josefstädter Straße, von der Stationsfassade überblendet) Koordinaten                            |
| Gürtellinie 298 Bögen       |          | 09     | 49–57                                                                                       | Hernalser Gürtel                                          | Unterführung Friedmanngasse > Unterführung Laudongasse Koordinaten |
| Gürtellinie 298 Bögen       |          | 10     | 58–67                                                                                       | Hernalser Gürtel                                          | Unterführung Laudongasse > Unterführung Breitenfelder Gasse Koordinaten                                                                                                  |
| Gürtellinie 298 Bögen       |          | 10     | 68–77                                                                                       | Hernalser Gürtel                                          | Unterführung Breitenfelder Gasse > Unterführung Alser Straße Koordinaten                                                                                                 |
| Gürtellinie 298 Bögen       |          | 11     | 78–82, 82A, 83–87                                                                           | Hernalser Gürtel                                          | Unterführung Alser Straße > Unterführung Hernalser Hauptstraße Koordinaten                                                                                               |
| Gürtellinie 298 Bögen       |          | 05     | u. a. 88, 88A, 88B, 89 nicht angeschrieben                                                  | Hernalser Gürtel                                          | Unterführung Hernalser Hauptstraße > Unterführung Lazarettgasse (Station Alser Straße, von der Stationsfassade überblendet) Koordinaten                                  |
| Gürtellinie 298 Bögen       |          | 11     | 90–100                                                                                      | Währinger Gürtel                                          | Unterführung Lazarettgasse > Unterführung Borschkegasse Koordinaten |
| Gürtellinie 298 Bögen       |          | 11     | 101–111                                                                                     | Währinger Gürtel                                          | Betriebsbahnhof Michelbeuern > Unterführung Severingasse Koordinaten |
| Gürtellinie 298 Bögen       |          | 03     | 112–114                                                                                     | Währinger Gürtel                                          | Unterführung Severingasse > Unterführung Klammergasse Koordinaten |
| Gürtellinie 298 Bögen       |          | 05     | 115–119                                                                                     | Währinger Gürtel                                          | Unterführung Klammergasse > Brücke über die Schulgasse, Währinger Straße und Fuchsthallergasse Koordinaten                                                               |
| Gürtellinie 298 Bögen       |          | 07     | Bereich 120–123 genaue Nummern nicht bekannt nicht angeschrieben                            | Währinger Gürtel                                          | Brücke über die Schulgasse, Währinger Straße und Fuchsthallergasse > Unterführung Gentzgasse (Station Währinger Straße, von der Stationsfassade überblendet) Koordinaten |
| Gürtellinie 298 Bögen       |          | 07     | 124–130                                                                                     | Währinger Gürtel                                          | Unterführung Gentzgasse > Unterführung Säulengasse Koordinaten |
| Gürtellinie 298 Bögen       |          | 11     | 131–141                                                                                     | Währinger Gürtel                                          | Unterführung Säulengasse > Unterführung Michaelerstraße Koordinaten |
| Gürtellinie 298 Bögen       |          | 09     | 142–150                                                                                     | Währinger Gürtel                                          | Unterführung Michaelerstraße > Unterführung Sternwartestraße Koordinaten                                                                                                 |
| Gürtellinie 298 Bögen       |          | 07     | 151–157                                                                                     | Währinger Gürtel                                          | Unterführung Sternwartestraße > Unterführung Anastasius-Grün-Gasse Koordinaten                                                                                           |
| Gürtellinie 298 Bögen       |          | 08     | 158–165                                                                                     | Währinger Gürtel                                          | Unterführung Anastasius-Grün-Gasse > Unterführung Marsanogasse Koordinaten                                                                                               |
| Gürtellinie 298 Bögen       |          | 02     | 166–167                                                                                     | Währinger Gürtel                                          | Unterführung Marsanogasse > Unterführung Lustkandlgasse Koordinaten |
| Gürtellinie 298 Bögen       |          | 07     | 168–174                                                                                     | Währinger Gürtel                                          | Unterführung Lustkandlgasse > Station Nußdorfer Straße Koordinaten |
| Gürtellinie 298 Bögen       |          | 10     | Bereich 175–178 genaue Nummern nicht bekannt nicht angeschrieben                            | Währinger Gürtel                                          | Station Nußdorfer Straße, von der Stationsfassade überblendet Koordinaten                                                                                                |
| Gürtellinie 298 Bögen       |          | 06     | 179–184                                                                                     | Währinger Gürtel                                          | Station Nußdorfer Straße > Unterführung Nußdorfer Straße Koordinaten |
| Gürtellinie 298 Bögen       |          | 09     | 185–193                                                                                     | Döblinger Gürtel                                          | Unterführung Nußdorfer Straße > Unterführung Glatzgasse Koordinaten |
| Gürtellinie 298 Bögen       |          | 14     | 194–207                                                                                     | Döblinger Gürtel                                          | Unterführung Glatzgasse > Abzweig Verbindungsbogen Koordinaten |
| Gürtellinie 298 Bögen       |          | 11     | 208–218                                                                                     | Döblinger Gürtel                                          | Abzweig Verbindungsbogen > Unterführung Heiligenstädter Straße Koordinaten                                                                                               |
| Gürtellinie 298 Bögen       |          | 43     | 219–261                                                                                     | Heiligenstädter Straße                                    | Unterführung Heiligenstädter Straße > Franz-Ippisch-Steg Koordinaten |
| Gürtellinie 298 Bögen       |          | 21     | 262–282                                                                                     | Heiligenstädter Straße                                    | Franz-Ippisch-Steg > Überführung über die Franz-Josefs-Bahn Koordinaten                                                                                                  |
| Gürtellinie 298 Bögen       |          | 01     | ?                                                                                           | westlich: Boschstraße östlich: Alois-Mock-Gasse           | Personentunnel Station Heiligenstadt, darüber ehemalige Gleise 5 und 6                                                                                                   |
| Franz-Josefs-Bahn 1 Bogen   |          | 01     | ?                                                                                           | westlich: Boschstraße östlich: Alois-Mock-Gasse           | Personentunnel Station Heiligenstadt, darüber Gleise 1 und 2 |
| Vorortelinie 52 Bögen       |          | 01     | ?                                                                                           | westlich: Boschstraße östlich: Alois-Mock-Gasse           | Personentunnel Station Heiligenstadt, darüber Gleise 3 und 4 |
| Vorortelinie 52 Bögen       |          | 09     | 283–291                                                                                     | keine                                                     | Überführung über die Franz-Josefs-Bahn > Überführung Heiligenstädter Straße Koordinaten                                                                                  |
| Vorortelinie 52 Bögen       |          | 05     | 292–296 nicht angeschrieben                                                                 | keine                                                     | Überführung Heiligenstädter Straße > ehemalige Haltestelle Wien Unter-Döbling Koordinaten                                                                                |
| Vorortelinie 52 Bögen       |          | 01     | ?                                                                                           | keine                                                     | in die Station Gersthof integriert Koordinaten |
| Vorortelinie 52 Bögen       |          | 01     | 297 nicht angeschrieben                                                                     | keine                                                     | Überführung Hernalser Hauptstraße > Station Hernals Koordinaten |
| Vorortelinie 52 Bögen       |          | 01     | ?                                                                                           | keine                                                     | in die Station Hernals integriert Koordinaten |
| Vorortelinie 52 Bögen       |          | 10     | 298–307                                                                                     | Weinheimergasse                                           | Unterführung Arnethgasse > Unterführung Ottakringer Straße Koordinaten                                                                                                   |
| Vorortelinie 52 Bögen       |          | 07     | 309–315                                                                                     | Weinheimergasse                                           | Unterführung Ottakringer Straße > Unterführung Thaliastraße Koordinaten                                                                                                  |
| Vorortelinie 52 Bögen       |          | 07     | 316–322 nicht angeschrieben, nur zum Bahnhofsvorplatz hin als Bögen ausgeführt              | keine                                                     | Unterführung Thaliastraße > Station Ottakring Koordinaten |
| Vorortelinie 52 Bögen       |          | 01     | ? nicht angeschrieben                                                                       | keine                                                     | in die Station Ottakring integriert, Durchgangsgleise Koordinaten |
| Vorortelinie 52 Bögen       |          | 01     | ? nicht angeschrieben                                                                       | keine                                                     | in die Station Ottakring integriert, Frachtengleis Koordinaten |
| Vorortelinie 52 Bögen       |          | 01     | 324 nicht angeschrieben                                                                     | westlich: Amortgasse östlich: Drechslergasse              | Goldschlagstraßenbrücke > Unterführung Linzer Straße Koordinaten |
| Vorortelinie 52 Bögen       |          | 07     | 325–331 nicht angeschrieben                                                                 | keine                                                     | Unterführung Linzer Straße > Station Penzing Koordinaten |
| Verbindungsbogen 54 Bögen   |          | 06     | 301–306 nicht angeschrieben, nur zur Gleisseite hin als Bögen ausgeführt                    | Spittelauer Lände                                         | Station Friedensbrücke > Unterführung beim Zaha-Hadid-Haus (westliche Auffahrtsrampe) Koordinaten                                                                        |
| Verbindungsbogen 54 Bögen   |          | 16     | 307–322 nicht angeschrieben                                                                 | Spittelauer Lände                                         | Station Friedensbrücke > Unterführung beim Zaha-Hadid-Haus (östliche Auffahrtsrampe) Koordinaten                                                                         |
| Verbindungsbogen 54 Bögen   |          | 14     | 323–335, 335A nicht angeschrieben, Bogen 335A nur zum Donaukanal hin als solcher ausgeführt | Spittelauer Lände                                         | Unterführung beim Zaha-Hadid-Haus > Unterführung Spittelauer Lände Koordinaten                                                                                           |
| Verbindungsbogen 54 Bögen   |          | 10     | 336–345 nicht angeschrieben                                                                 | keine                                                     | Unterführung Spittelauer Lände > Station Spittelau Koordinaten |
| Verbindungsbogen 54 Bögen   |          | 01     | 347 nicht angeschrieben                                                                     | keine                                                     | Station Spittelau > Unterführung Heiligenstädter Straße (Durchlass Wiener Gürtel Straße, Auffahrt Gürtelbrücke) Koordinaten                                              |
| Verbindungsbogen 54 Bögen   |          | 07     | 348–354                                                                                     | Döblinger Gürtel                                          | Unterführung Heiligenstädter Straße > Einmündung in die Gürtellinie Koordinaten                                                                                          |
| Verbindungsbahn 54 Bögen    |          | 06     | 1–6                                                                                         | westlich: Obere Viaduktgasse östlich: Untere Viaduktgasse | Durchgang Kolonitzgasse > Unterführung Radetzkyplatz Koordinaten |
| Verbindungsbahn 54 Bögen    |          | 18     | 7–24                                                                                        | westlich: Obere Viaduktgasse östlich: Untere Viaduktgasse | Unterführung Radetzkyplatz > Unterführung Obere Weißgerberstraße Koordinaten                                                                                             |
| Verbindungsbahn 54 Bögen    |          | 01     | 25                                                                                          | westlich: Obere Viaduktgasse östlich: Untere Viaduktgasse | Unterführung Obere Weißgerberstraße > Unterführung Dampfschiffstraße Koordinaten                                                                                         |
| Verbindungsbahn 54 Bögen    |          | 01     | ?                                                                                           | keine                                                     | Unterführung Dampfschiffstraße Koordinaten |
| Verbindungsbahn 54 Bögen    |          | 01     | ?                                                                                           | keine                                                     | Unterführung Schüttelstraße Koordinaten |
| Verbindungsbahn 54 Bögen    |          | 27     | 1–27                                                                                        | westlich: Helenengasse östlich: Stoffellagasse            | Unterführung Schüttelstraße > Praterstern Koordinaten |

Die Bögen der 1859 eröffneten Verbindungsbahn sind dabei deutlich älter als die übrigen. Darüber hinaus ist im Wiener Stadtgebiet auch die 1916 eröffnete Floridsdorfer Hochbahn überwiegend auf Viaduktbögen trassiert, insgesamt 114 an der Zahl. Hierbei flossen die Erfahrungen aus dem Bau der Stadtbahn ein.

## Abgerissene Bögen

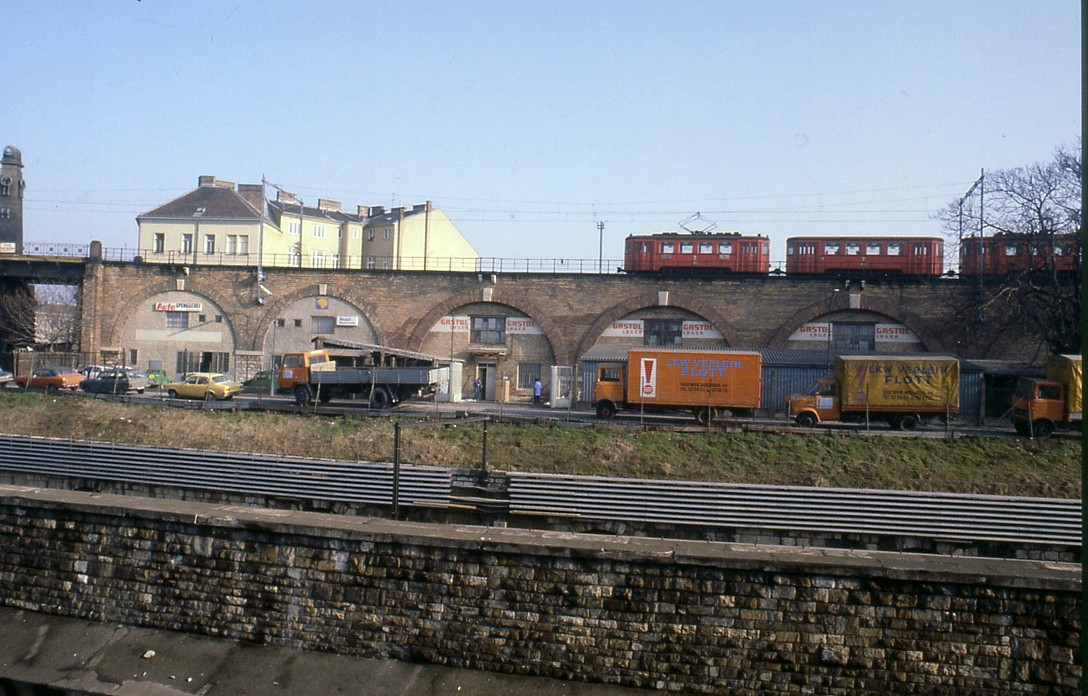
Die 1985 weitgehend abgerissene Bogengruppe im Anschluss an die Wientalbrücke, lediglich der Bogen Nummer 13 am linken Bildrand blieb erhalten

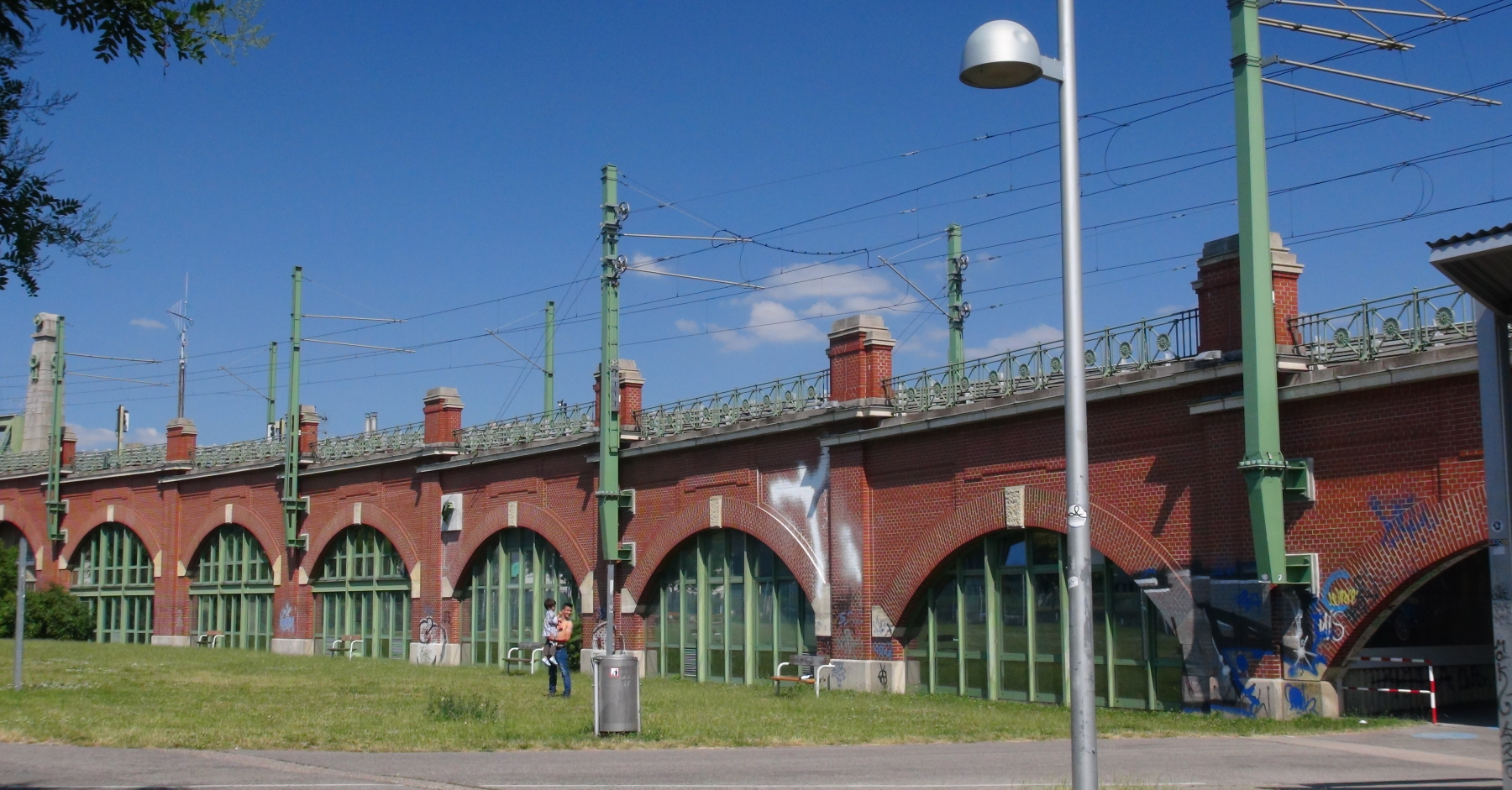
Die Bogen-Attrappen I (rechts) bis VIII (links), hinter der links angeschnittenen Attrappe VIII befindet sich der Bogen 13

Ehemalige Viaduktbögen auf dem Praterstern, aufgenommen vom Wiener Riesenrad: In Bildmitte die damalige Haltestelle Praterstern, am linken Bildrand die Verbindungsbahn zum Hauptzollamt

Zusammen 35 Stadtbahnbögen auf der südlichen Gürtellinie wichen ab 1985 dem Neubau der 1989 eröffneten U-Bahn-Station Längenfeldgasse und dem damit verbundenen Umbau der Zulaufstrecken:
- 8 Bögen zwischen der Station Meidling Hauptstraße und der ehemaligen Brücke über die Storchengasse / Gierstergasse
- 11 Bögen zwischen der ehemaligen Brücke über die Storchengasse / Gierstergasse und der ehemaligen Brücke über die Stiegergasse / Längenfeldgasse
- 4 Bögen zwischen der ehemaligen Brücke über die Stiegergasse / Längenfeldgasse und der ehemaligen Brücke der Gürtellinie über die Untere Wientallinie
- 5 Bögen zwischen der ehemaligen Brücke der Gürtellinie über die Untere Wientallinie und der ehemaligen Brücke über die Koblingergasse
- 7 Bögen zwischen der ehemaligen Brücke über die Koblingergasse und der Wientalbrücke

Die letztgenannte Bogengruppe wurde dabei durch eine Auffahrtsrampe mit einem wesentlich stärkeren Gefälle ersetzt, die wiederum Bogen-Attrappen als Verkleidung aufweist. Diese Attrappen tragen die römischen Zahlen I bis VIII, wobei der weitgehend original erhaltene und von einer Spenglerei genutzte Bogen Nummer 13 von der Attrappe Nummer VIII überblendet wird.  
Der Einzelbogen 346 im Bereich des Verbindungsbogens wiederum wurde nach Stilllegung dieses Abschnitts im Jahr 1991 abgerissen. Er musste der neuen Verkehrsstation Wien Spittelau weichen, die 1995/1996 in Betrieb ging.
Darüber hinaus war früher auch die Wiener Verbindungsbahn zum Nordbahnhof um den nördlichen (stadtäußeren) Teil des Pratersterns herum auf Viaduktbögen trassiert, wobei sich über der Hauptallee die Haltestelle Praterstern befand. Diese 20 Bögen wurden Ende der 1950er Jahre abgetragen um unter veränderter Gleistrasse als Teil der heutigen S-Bahn-Stammstrecke quer über den Praterstern für den Neubau des Bahnhofs Praterstern Platz zu schaffen. Im Einzelnen handelte es sich um drei Bogengruppen:
- 6 Bögen zwischen Hauptallee und Ausstellungsstraße
- 7 Bögen zwischen Ausstellungsstraße und Lassallestraße
- 7 Bögen zwischen Lassallestraße und Nordbahnhof